# مریم‌نخودی

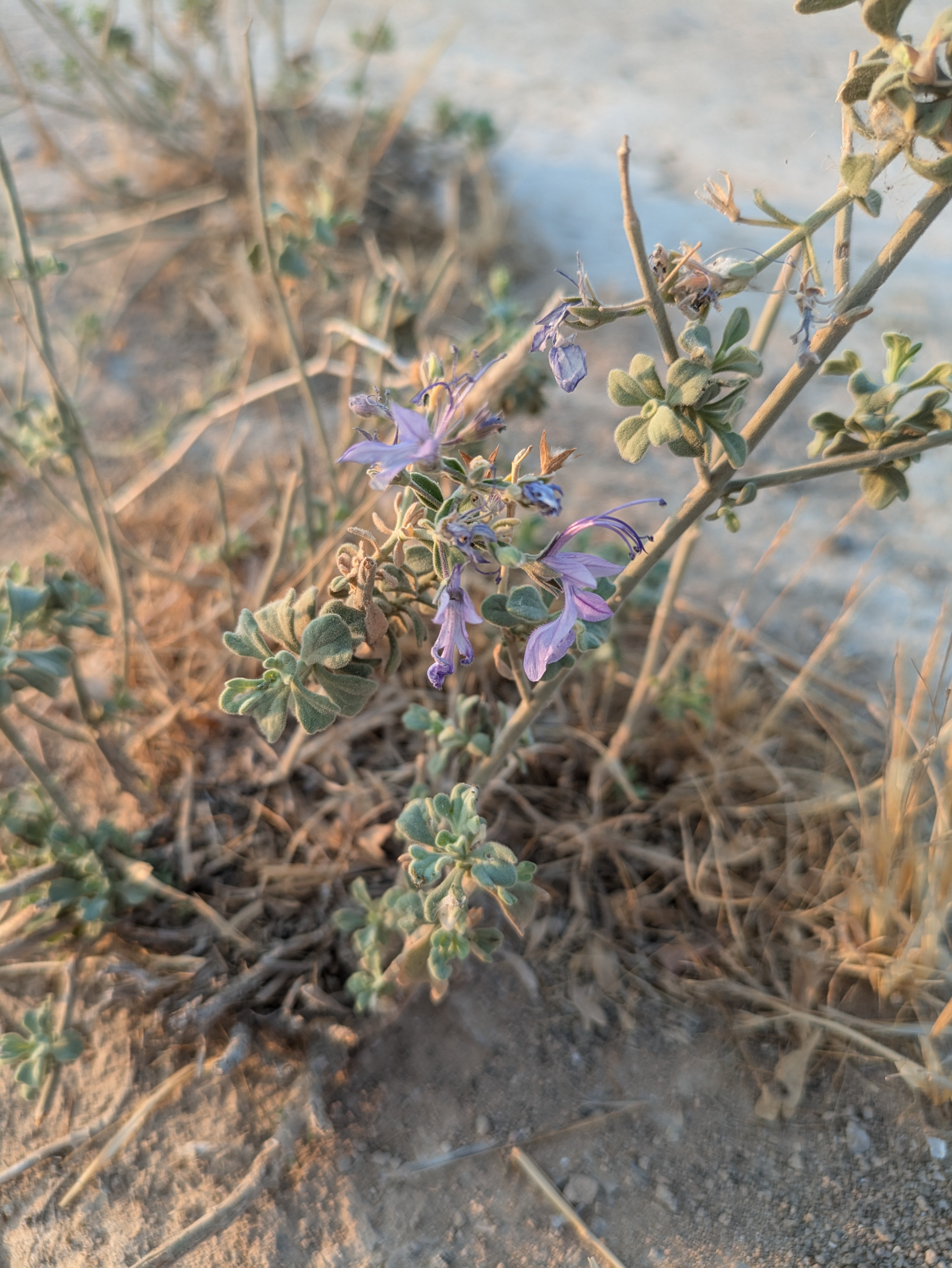
مریم‌نخودی خودرو در بهبهان

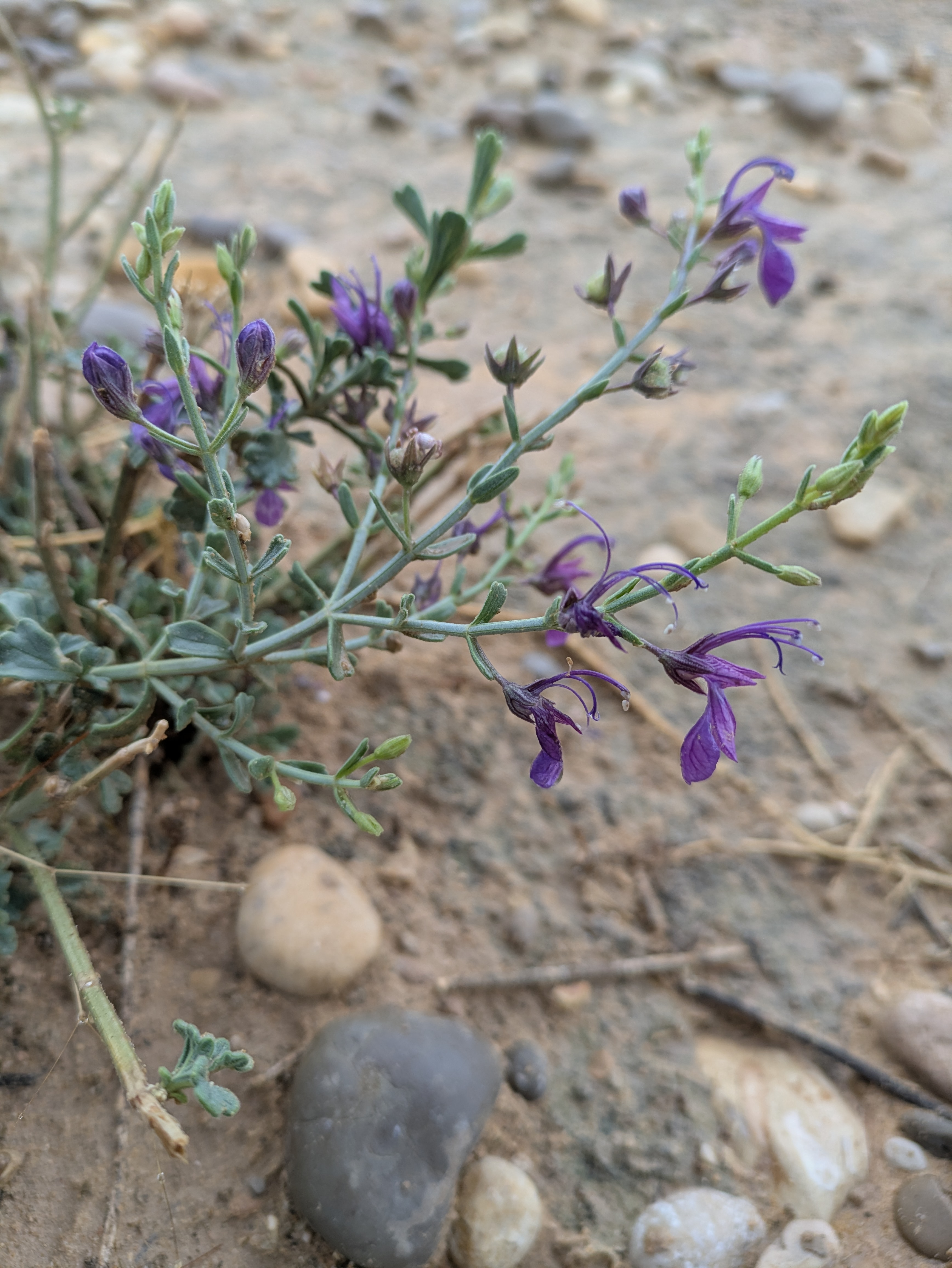
مریم‌نخودی خودرو در بهبهان

مریم‌نخودی، کَلپوره یا مور سرده ای از گیاهان علفی است. پرشاخه به ارتفاع ۱۰ تا ۳۵ سانتیمتر و دارای ظاهر سفید پنبه‌ای که معمولاً در نواحی بایر، سواحل سنگلاخی و ماسه‌زارهای نواحی جهان می‌روید. برگهای آن باریک، دراز و پوشیده از کرکهای پنبه‌ای در هر دو سطح پهنک است. گلهائی به رنگهای سفید، سفید مایل به زرد یا زرد و حتی ارغوانی دارد. این حالت متغیر بودن نه تنها در رنگ گل بلکه در وضع ساقه گیاه که به صورت پرپشت و پرشاخه یا به حالت خوابیده درمی‌آید نیز دیده می‌شود. زمان گل دادن آن به تناسب شرایط محیط زندگی بین خرداد و مرداد است.
زنبور عسل به علت وجود نوش در گلهای آن به سمت گیاه جلب می‌گردد.

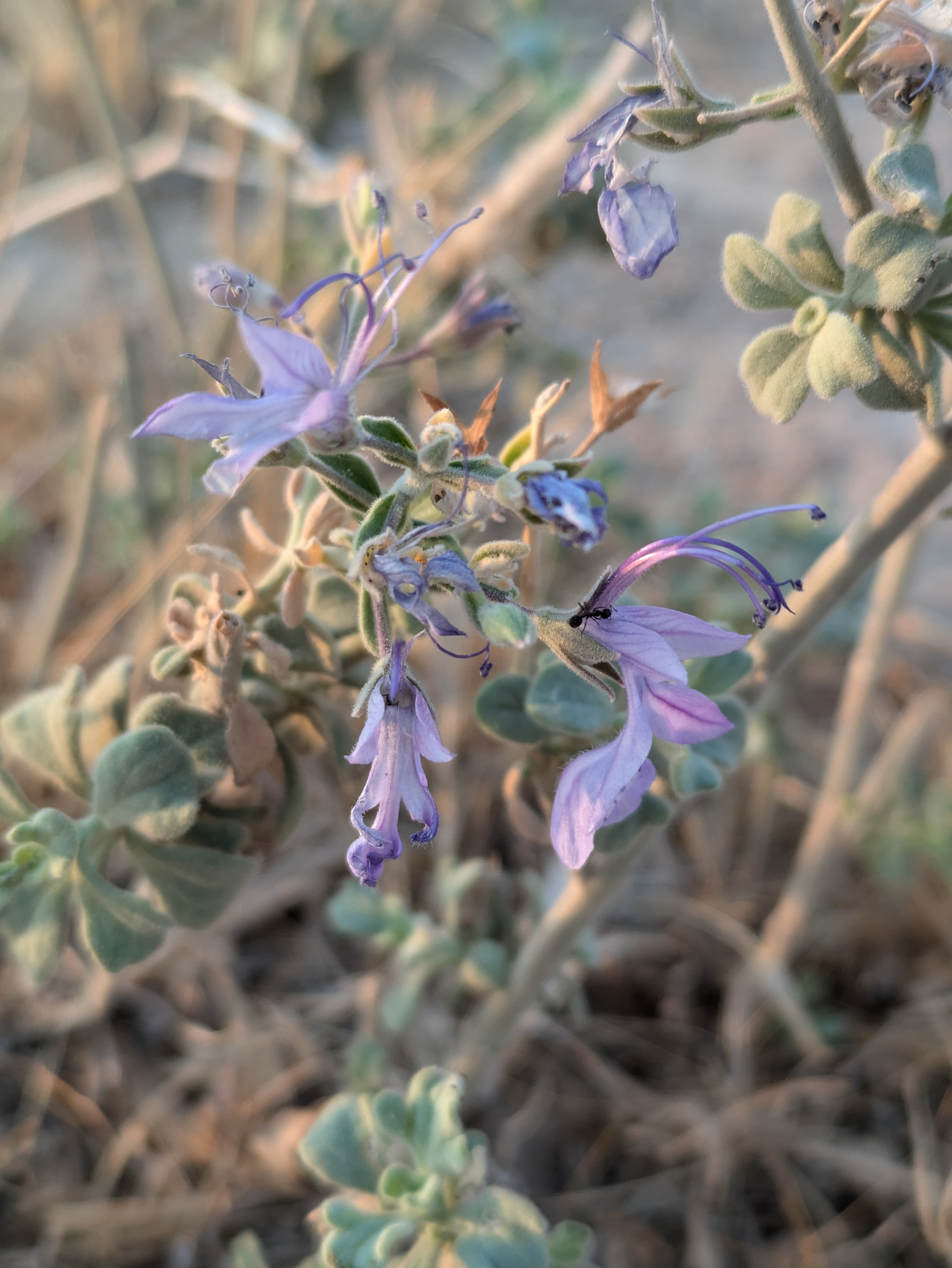
گل مریم‌نخودی خودرو، بهبهان

این جنس در ایران ۱۲ گونه گیاه علفی چندساله و گاهی بوته‌ای دارد.
در جنوب ایران به این گیاه، حلپه می‌گویند و از دیرباز در درمان شماری از بیماری ها از آن استفاده میکردند و تا اندازه نیز در درمان های محلی و سنتی کاربرد دارد.
گونه‌های انحصاری آن در ایران عبارتند از:
- مریم‌نخودی شیرازی Teucrium persicum
- مریم‌نخودی فرنجمشکی Teucrium melissoides
- مریم‌نخودی کوهسری Teucrium macrum

## نگارخانه

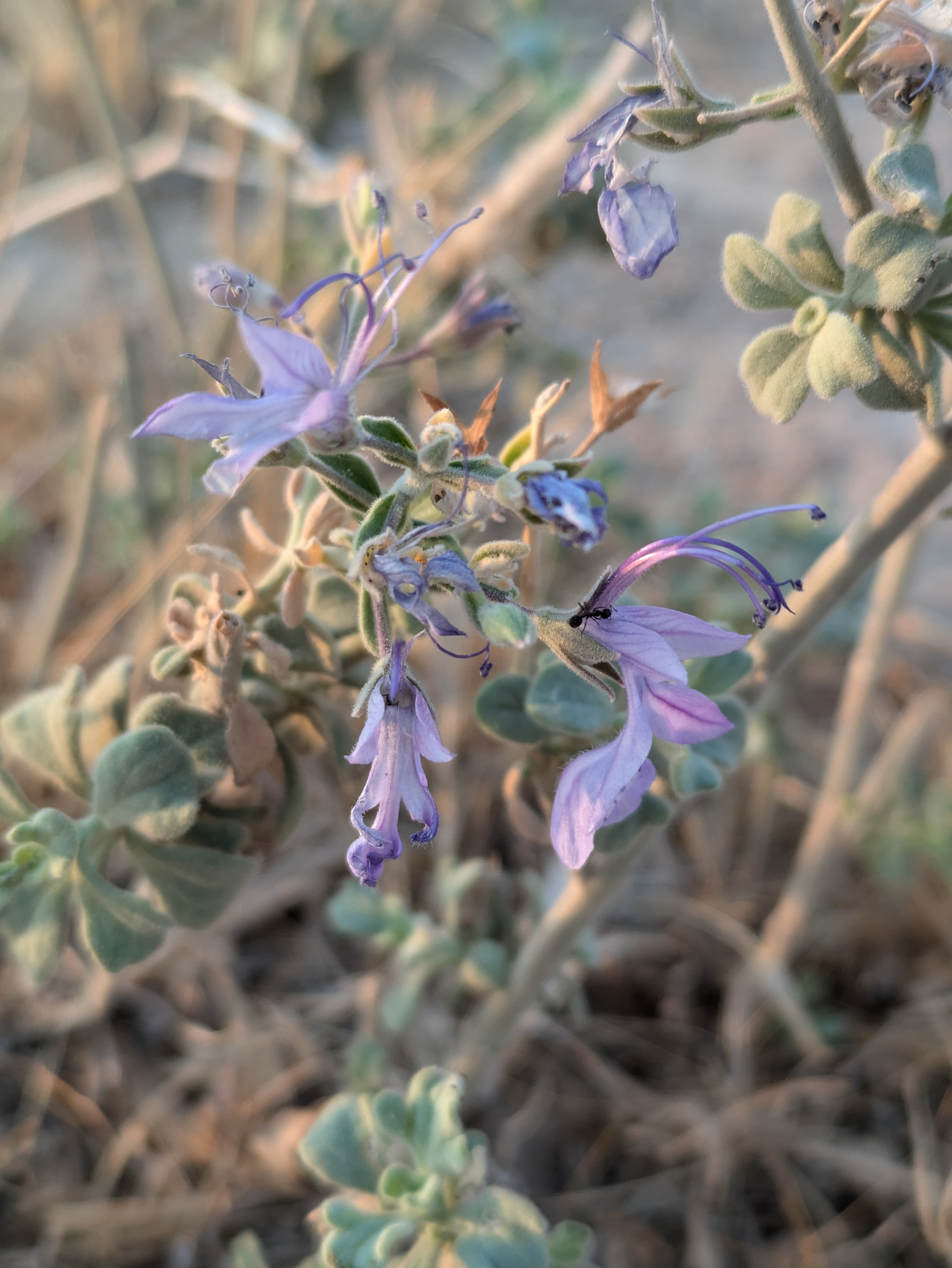
گل مریم‌نخودی خودرو در بهبهان، مهرماه
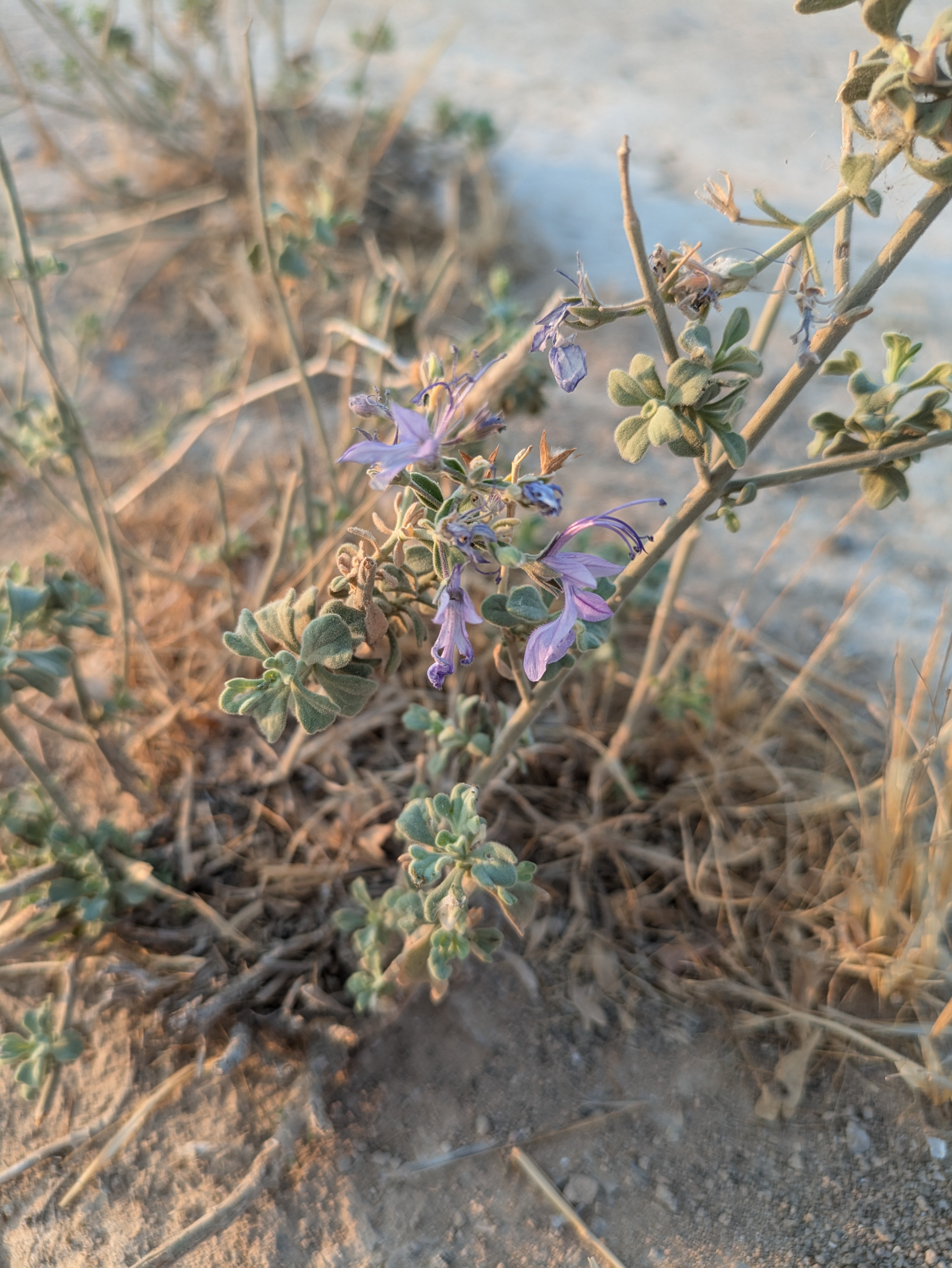
گیاه مریم‌نخودی در بهبهان
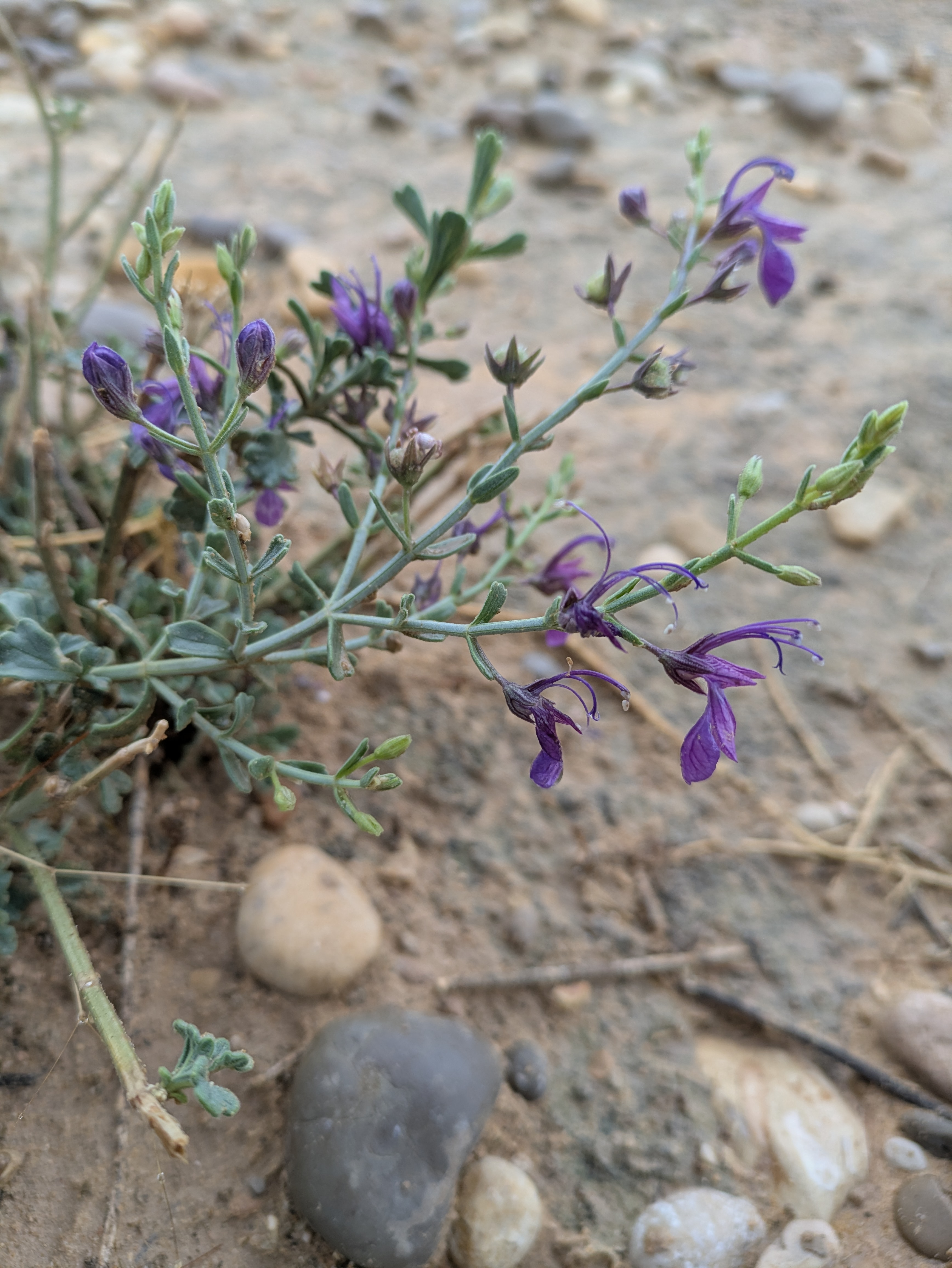
مریم‌نخودی خودرو در بهبهان

## گونه‌های مهم دیگر
- Teucrium ajugaceum
- Teucrium argutum
- Teucrium balfourii
- Teucrium balthazaris

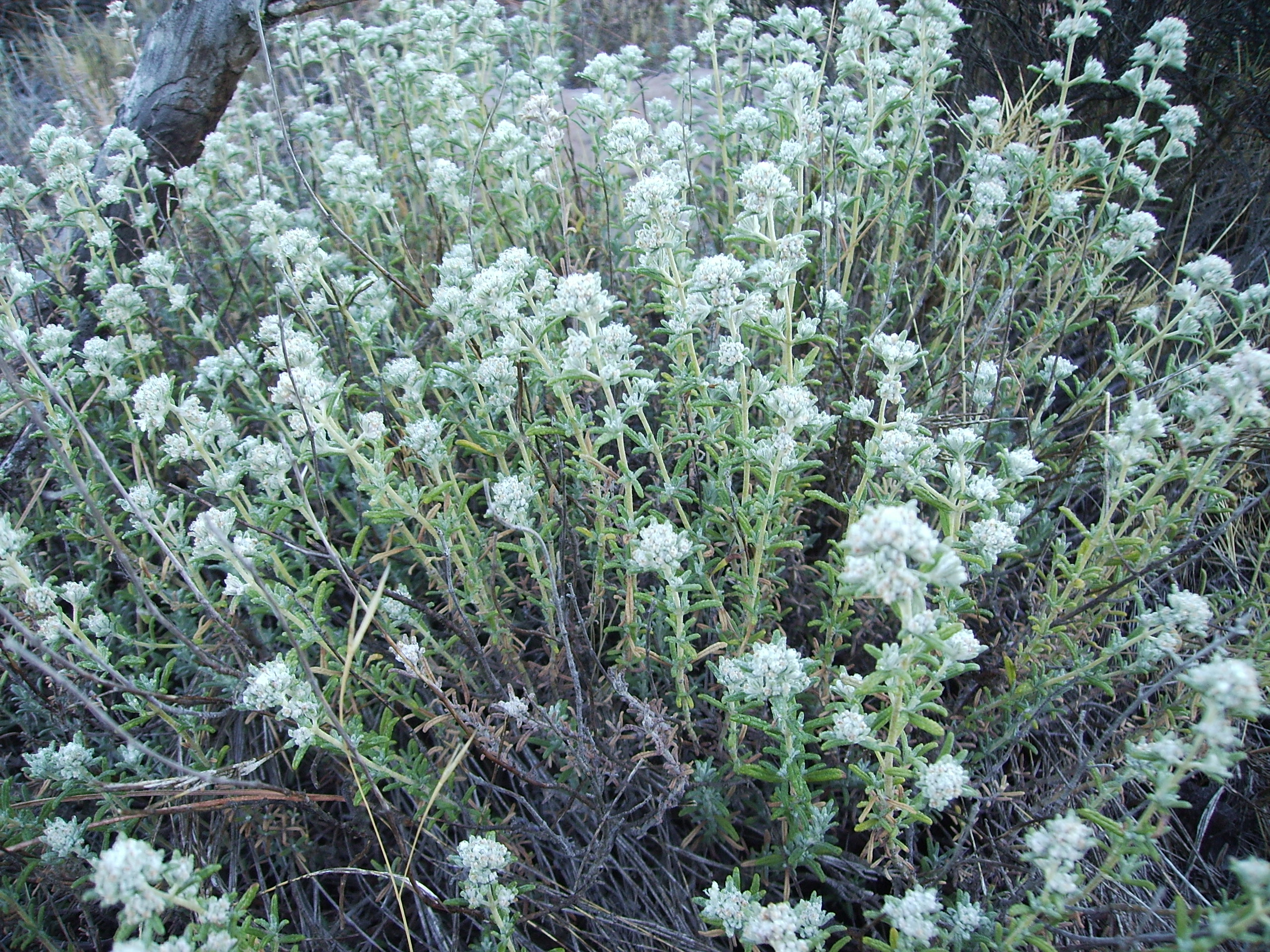
درمنه نمدی.

- Teucrium botrys – مریم‌نخودی برگ‌بریده
- Teucrium canadense – مریم‌نخودی آمریکایی
- Teucrium capitatum درمنه نمدی
- مریم نخودی طناز – مریم‌نخودی طناز
- Teucrium corymbosum
- Teucrium cossonii – مریم‌نخودی میوه‌ای
- Teucrium cubense
- Teucrium flavum – مریم‌نخودی زرد
- Teucrium fruticans – مریم‌نخودی درختی
- Teucrium glandulosum
- Teucrium grandiusculum
- Teucrium laciniatum – مریم‌نخودی توری
- Teucrium marum &nbsp؛ آویشن گربه
- کلپوره – مریم‌نخودی اسپانیایی
- Teucrium pyrenaicum
- Teucrium racemosum
- Teucrium scordium – مریم‌نخودی باتلاقی
- Teucrium scorodonia – مریم‌نخودی جنگلی
- Teucrium socotranum
- Teucrium townsendii
  - Teucrium townsendii ssp. affine
  - Teucrium townsendii var. townsendii